# Atrophaneura polyeuctes
Espèce
Synonymes
- Papilio polyeuctes Doubleday, 1842
- Byasa polyeuctes (Doubleday, 1842)

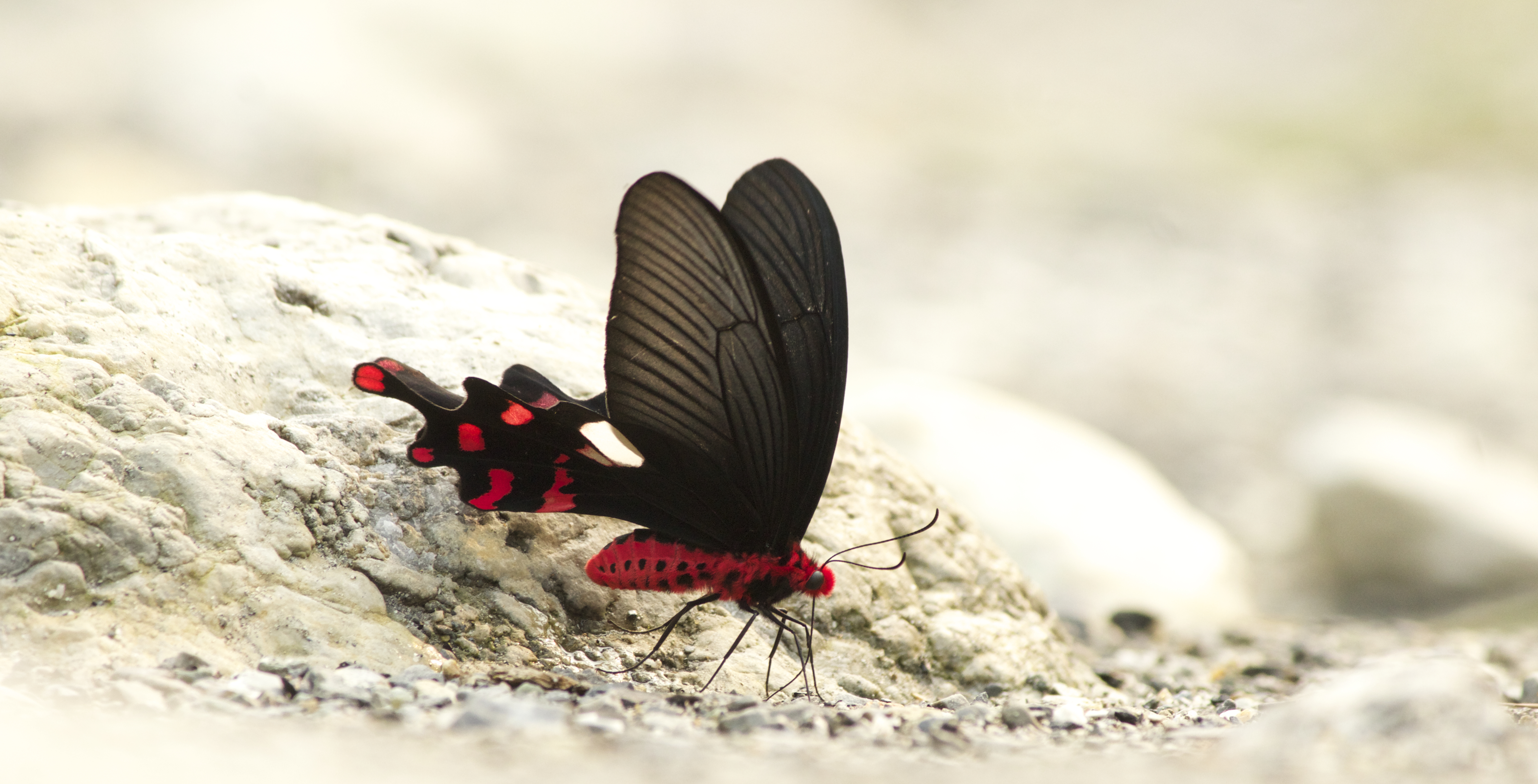
Mud puddling of Common Windmill found in Jayanti river bed,Buxa Tiger Reserve,West Bengal,India.

Atrophaneura polyeuctes ou Moulin à vent commun est une espèce de lépidoptères de la famille des Papilionidae.

## Distribution
Répartition : Sud-Est asiatique.

## Philatélie
Ce papillon figure sur un timbre-poste du Laos de 1993 (valeur faciale : 80 k.) et du Kampuchéa de 1983 (valeur faciale : 0.80 riels).

## Liste des sous-espèces
Selon NCBI (26 avr. 2010) :
- sous-espèce Atrophaneura polyeuctes lama
- sous-espèce Atrophaneura polyeuctes termessus